# Al-Dschuwainī
Abū l-Maʿālī ʿAbd al-Malik ibn ʿAbdallāh al-Dschuwainī (arabisch ابو المعالي عبد الملك بن عبد الله الجويني, DMG Abū l-Maʿālī ʿAbd al-Malik ibn ʿAbdallāh al-Ǧuwainī; * 17. Februar 1028 in Buschtaniqān, einem Dorf bei Nischapur; † 20. August 1085), bekannt auch unter seinem ehrenden Beinamen Imām al-Haramain (امام الحرمين / Imām al-Ḥaramain / ‚Imam der beiden heiligen Stätten‘), war zu seiner Zeit einer der bedeutendsten schafiitischen Rechtsgelehrten und aschʿarītischen Theologen in Chorasan.

## Leben
Al-Dschuwainī, Sohn eines bekannten schafiitischen Rechtsgelehrten aus Dschuwain, der 1016 nach Nischapur gekommen war, übernahm 1048 nach dem Tod seines Vaters dessen Lehrzirkel. Er soll in dieser Zeit häufig mit dem hanafitischen Gelehrten ʿAlī ibn al-Hasan as-Sandalī (st. 1091) gestritten haben, den der Seldschukensultan Ṭoġril Bek nach seiner Einnahme Nischapurs im Jahre 1037 als Oberprediger für die Stadt eingesetzt hatte. Wenn sie zusammenkamen, fielen ihre Anhänger übereinander her. Als der Sultan 1053 auf Anstiftung seines muʿtazilitisch-hanafitischen Wesirs Mansūr al-Kundurī die Aschʿariten verfolgen ließ, flüchtete al-Dschuwainī zusammen mit al-Quschairī nach Bagdad. 1058 reiste er in den Hedschas, wo er vier Jahre an den beiden heiligen Stätten Mekka und Medina lehrte. Daher rührt sein Laqab Imām al-Haramain. 1063 kehrte er in seine Heimatstadt Nischapur zurück, wo der neue Wesir Nizām al-Mulk für ihn eine Nizamiyya-Schule errichtete, an der er bis zu seinem Tode lehrte. Unter seinen Schülern war hier Abū Hāmid al-Ghazālī. Al-Dschuwainī starb in seinem Heimatdorf, das er aufgesucht hatte, um dort von einer Krankheit zu genesen.

## Werke
- al-Burhān fī uṣūl al-fiqh, Abhandlung zur islamischen Rechtstheorie, die als sehr schwierig galt und deswegen von Tādsch ad-Dīn as-Subkī als „Mysterium der Umma“ (luġz al-umma) bezeichnet wurde.[6] Ibn Chaldūn bezeichnete es als eines der besten Usūl-al-fiqh-Werke, die „nach Art der Theologen“ (bi-ṭarīqat al-mutakallimīn) abgefasst wurden.[7] Al-Dschuwainī polemisiert in dem Werk auch gegen Abū Hanīfa und äußerte die Auffassung, dass er nicht als Mudschtahid anzusehen sei.[8]
- al-Waraqāt fī uṣūl al-fiqh, kurze Einführung zur islamischen Rechtstheorie, die häufig kommentiert wurde. Am bekanntesten ist der Kommentar von Dschalāl ad-Dīn al-Mahallī (1389–1459). Französische Übersetzung von L. Bercher unter dem Titel „Les fondements du fiqh“ (Paris 1995).
- at-Talḫīṣ, Epitome zu at-Taqrīb wa-l-iršād von al-Bāqillānī.
- Muġīṯ al-ḫalq fī tarǧīḥ al-qaul al-ḥaqq („Retter der Menschen hinsichtlich der Bevorzugung der wahren Rede“) ist eine Werbeschrift für den schafiitischen Madhhab. Al-Dschuwainī erklärt in der Vorrede, Gott habe unter den Religionsgelehrten asch-Schāfiʿī auserwählt und seinen Madhhab zum besten Madhhab gemacht, weswegen alle Menschen dazu verpflichtet seien, sich ihm anzuschließen. Als Argumente für die Überlegenheit asch-Schāfiʿīs gegenüber den anderen Rechtsschulengründern führt er an, dass er als einziger von ihnen den Quraisch zugehört und als erster die Rechtswissenschaft zu einem konsistenten Lehrsystem ausgebaut habe.[9] Der Text ist in verschiedene mit wa-in qīla („Und wenn gesagt wird:...“) eingeleitete Abschnitte eingeteilt, in denen mögliche Einwände von hanafitischer Seite gegen einen schafiitischen Vorranganspruch widerlegt werden. Al-Dschuwainī behandelt zunächst diejenigen Fragen, die die usūl al-fiqh betreffen, und geht dann nacheinander die verschiedenen Rechtsanwendungen (furūʿ) durch. Im Hauptteil führt er eine Anekdote an, die davon berichtet, wie sich der ghaznawidische Herrscher Mahmud von Ghazni empört vom hanafitischen Madhhab abwandte, nachdem ihm der schafiitische Gelehrte al-Qaffāl al-Marwazī ein Ritualgebet entsprechend den hanafitischen Regeln vorgeführt und dabei allerlei abstoßende Dinge in das Gebet eingefügt hatte.[10] Die Schrift ist später von mehreren hanafitischen Gelehrten, darunter auch ʿAlī al-Qārī, widerlegt worden.
- al-ʿAqīda an-niẓāmīya, aschʿaritische Bekenntnisschrift. Sie wurde von Muhammad Zāhid al-Kautharī ediert (Digitalisat). Eine deutsche Übersetzung von Helmut Klopfer unter dem Titel Das Dogma des Imâm al-Ḥaramain al-Djuwainî und sein Werk al-'Aqîdat an-niẓâmîya erschien 1958 in Kairo.
- Kitāb al-Iršād ilā qawāṭiʿ al-adilla fī uṣūl al-iʿtiqād, theologisches Hauptwerk. Edition von J.D. Luciani, Imprimerie nationale, Paris, 1938. Engl. Übersetzung von Paul E. Walker unter dem Titel A guide to conclusive proofs for the principles of belief. Reading: Garnet, 2000. ISBN 978-1-85964-157-6
- Lumaʿ al-adilla fī qawāʿid ʿaqāʾid ahl as-sunna, Kurzfassung seines Kitāb al-Iršād.[11]
- Ġiyāṯ al-umam fī iltiyāṯ aẓ-ẓulam („Hilfe für die Völker in der Wirrnis der Dunkelheiten“), staatsrechtliche Abhandlung, in der al-Dschuwainī die Auffassung vorträgt, dass die Tauglichkeit (kifāya) des Herrschers und seine „Inangriffnahme der schwierigen Angelegenheiten“ (al-istiqlāl bi-ʿazāʾim al-umūr) noch wichtiger sind als seine Abkunft von den Quraisch und seine Kenntnis der gottgewollten Ordnung. Besitze der Herrscher die Tauglichkeit, könne er sogar als Imam angesehen werden. Wichtig sei nur, dass er bei Problemen das Gutachten eines Rechtsgelehrten einhole.[12] Da al-Dschuwainī in dem Werk den Tod Alp Arslans erwähnt, muss es nach 1072 verfasst worden sein.[13]

## Lehre
Im Bereich der Rechtstheorie ist al-Dschuwainīs Position dadurch gekennzeichnet, dass er dem ʿUrf („Brauch“) große Bedeutung beimaß. Nach seiner Auffassung bildet er die wichtigste Grundlage für rationale Argumentation. ʿUrf sollte seiner Meinung auch als Kriterium zur Überprüfung der Authentizität von Hadithen angewandt werden. So äußerte al-Dschuwainī in al-Burhān: „Jeder Bericht, der dem Gebot des Brauchs zuwiderläuft, ist Unwahrheit.“ Schließlich soll auch der Idschmāʿ nur über ʿUrf feststellbar sein. In seiner staatsrechtlichen Abhandlung Ġiyāṯ al-umam schrieb er: „Ich sage: Alles, was über den Nachweis des Idschmāʿ gesagt wird, stützt sich auf den Brauch und seinen Fortbestand.“

## Ansehen als Kalām-Gelehrter
Mit seinem Kitāb al-Iršād gilt al-Dschuwainī als einer der wichtigsten Kalām-Gelehrten. Die Hanbaliten erzählten zwar von ihm, dass er am Ende seines Lebens vom Kalām nichts mehr habe wissen wollen. Seinen Freunden soll er geraten haben: „Gebt euch nicht mit dem Kalām ab! Hätte ich gewusst, wohin er mich gebracht hat, so hätte ich mich nicht mit ihm beschäftigt.“ Tādsch ad-Dīn as-Subkī (gest. 1370) war hingegen der Auffassung, dass dieser Ausspruch erlogen sei.